# Scelolophia devolutaria
Scelolophia devolutaria là một loài bướm đêm trong họ Geometridae.